# Hans Tilkowski
Hans Tilkowski (ur. 12 lipca 1935 w Dortmundzie, zm. 5 stycznia 2020) – niemiecki piłkarz, bramkarz. Srebrny medalista MŚ 1966.
W profesjonalnym futbolu debiutował w Westfalii Herne. W Bundeslidze pierwszy raz zagrał w barwach Borussii Dortmund. Piłkarzem tego klubu był w latach 1963–1967. W 1965 roku znalazł się wśród zwycięzców Pucharu Niemiec, rok później triumfował w Pucharze Zdobywców Pucharów. Grał także w Eintrachcie Frankfurt. Karierę kończył w 1969 roku. Łącznie w pierwszej lidze rozegrał 121 spotkań.
W reprezentacji RFN debiutował 3 kwietnia 1957 w meczu z Holandią. Do 1967 roku rozegrał w kadrze 39 spotkań. Podczas MŚ 66 był podstawowym bramkarzem, cztery lata wcześniej tylko rezerwowym.
Pracował także jako trener. Szkolił zawodników takich klubów jak: TSV 1860 Monachium, 1. FC Nürnberg, Werder Brema i 1. FC Saarbrücken.
W 2008 otrzymał Krzyż Zasługi I Klasy Orderu Zasługi Republiki Federalnej Niemiec.